# Liste der Biografien/Schuh
Liste der Biografien |
Portal Biografien |
Personensuche
# |
A |
B |
C |
D |
E |
F |
G |
H |
I |
J |
K |
L |
M |
N |
O |
P |
Q |
R |
S |
T |
U |
V |
W |
X |
Y |
Z |
?
 
Sa |
Sb |
Sc |
Sd |
Se |
Sf |
Sg |
Sh |
Si |
Sj |
Sk |
Sl |
Sm |
Sn |
So |
Sp |
Sq |
Sr |
Ss |
St |
Su |
Sv |
Sw |
Sy |
Sz
 
Sca–Sce |
Sch |
Sci–Scz
 
Scha |
Schc |
Schd |
Sche |
Schg |
Schi |
Schj |
Schk |
Schl |
Schm |
Schn |
Scho |
Schp |
Schr |
Schs |
Scht |
Schu |
Schv |
Schw |
Schy
 
Schua |
Schub |
Schuc |
Schud |
Schue |
Schuf |
Schug |
Schuh |
Schui |
Schuk |
Schul |
Schum |
Schun |
Schuo |
Schup |
Schuq |
Schur |
Schus |
Schut |
Schuu |
Schuv |
Schuw |
Schuy |
Schuz
Die Liste der Biografien führt alle Personen auf, die in der deutschsprachigen Wikipedia einen Artikel haben. Dieses ist eine Teilliste mit 97 Einträgen von Personen, deren Namen mit den Buchstaben „Schuh“ beginnt.

## Schuh
- Schuh, Bérengère (* 1984), französische Bogenschützin
- Schuh, Bernd (* 1948), deutscher Physiker, Autor und Moderator für Hörfunk
- Schuh, Carl (1806–1863), österreichischer Fotograf und Naturforscher
- Schuh, Dieter (* 1942), deutscher Tibetologe, Unternehmer und Politiker (SPD, Unabhängige Bürgerliste Halle)
- Schuh, Fabio (* 2001), österreichischer Handballspieler
- Schuh, Franz (1804–1865), österreichischer Chirurg
- Schuh, Franz (1891–1936), österreichischer Schwimmer
- Schuh, Franz (* 1947), österreichischer Schriftsteller und EssayistFranz Schuh (* 1947)

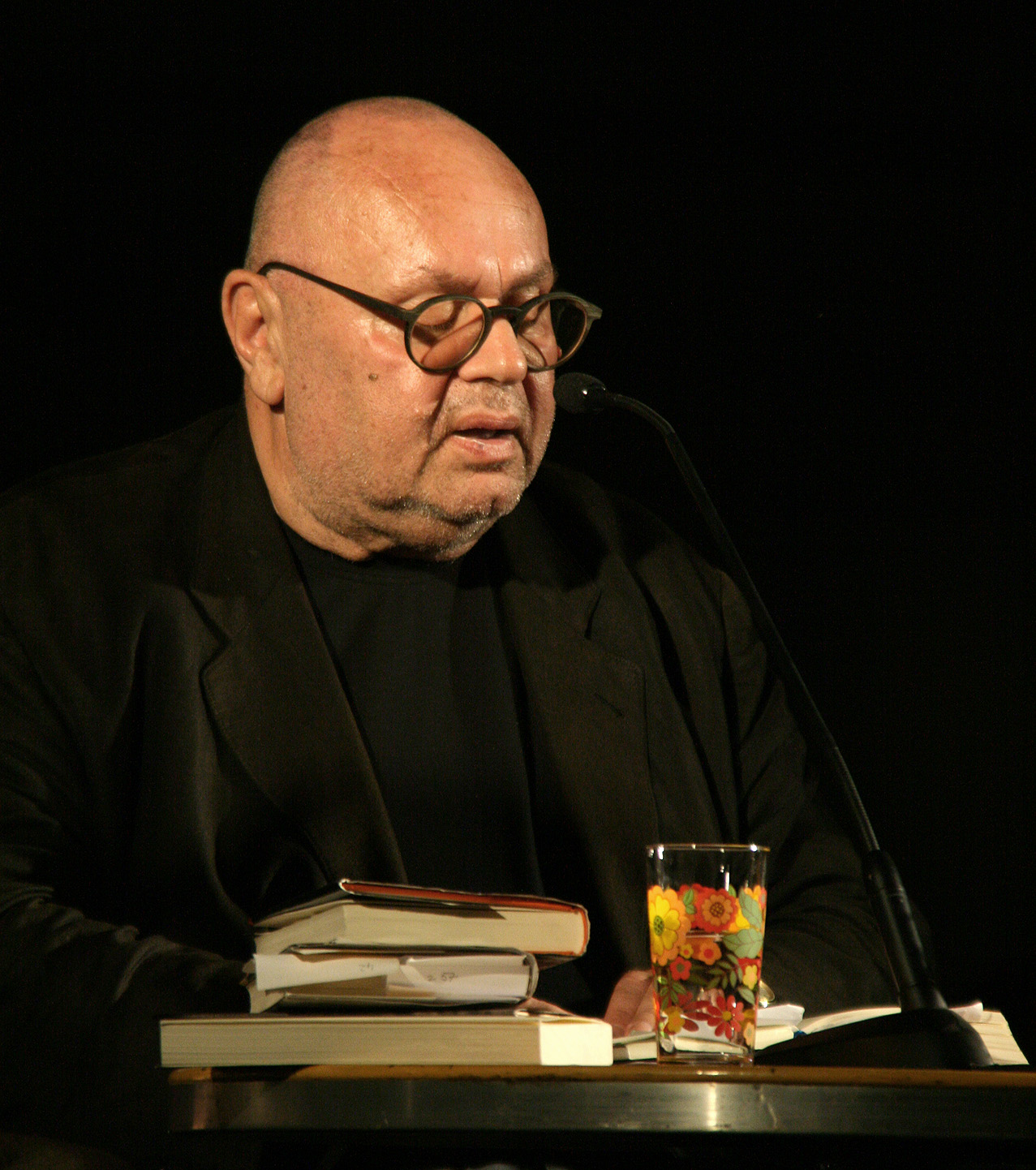
Franz Schuh (* 1947)

- Schuh, Georg von (1846–1918), deutscher Lehrer, Jurist und Politiker
- Schuh, Gotthard (1897–1969), Schweizer Fotograf
- Schuh, Günther (* 1940), deutscher Fußballspieler
- Schuh, Günther (* 1958), deutscher Ingenieur, Institutsleiter, Direktor und Geschäftsführer verschiedener Einrichtungen an und der RWTH Aachen
- Schuh, Harald (* 1956), deutscher Geodät
- Schuh, Heinrich (1873–1955), Schweizer Elektrotechniker
- Schuh, Hermine (1819–1902), deutsche Botanikerin
- Schuh, Ingrid, deutsche Fußballspielerin
- Schuh, Jakob (* 1976), deutscher Trickfilmregisseur
- Schuh, Josef (1930–2023), deutscher Unternehmer und Politiker (CDU), MdL Saarland
- Schuh, Karl (1876–1960), deutscher Eisenhüttenmann und Manager der deutschen Stahlindustrie
- Schuh, Marc (* 1989), deutscher Rollstuhlleichtathlet
- Schuh, Max (1916–2008), österreichischer Pilot, Segelflieger und Tiroler Unternehmer in der Luftfahrtbranche
- Schuh, Melina (* 1980), deutsche BiochemikerinMelina Schuh (* 1980)

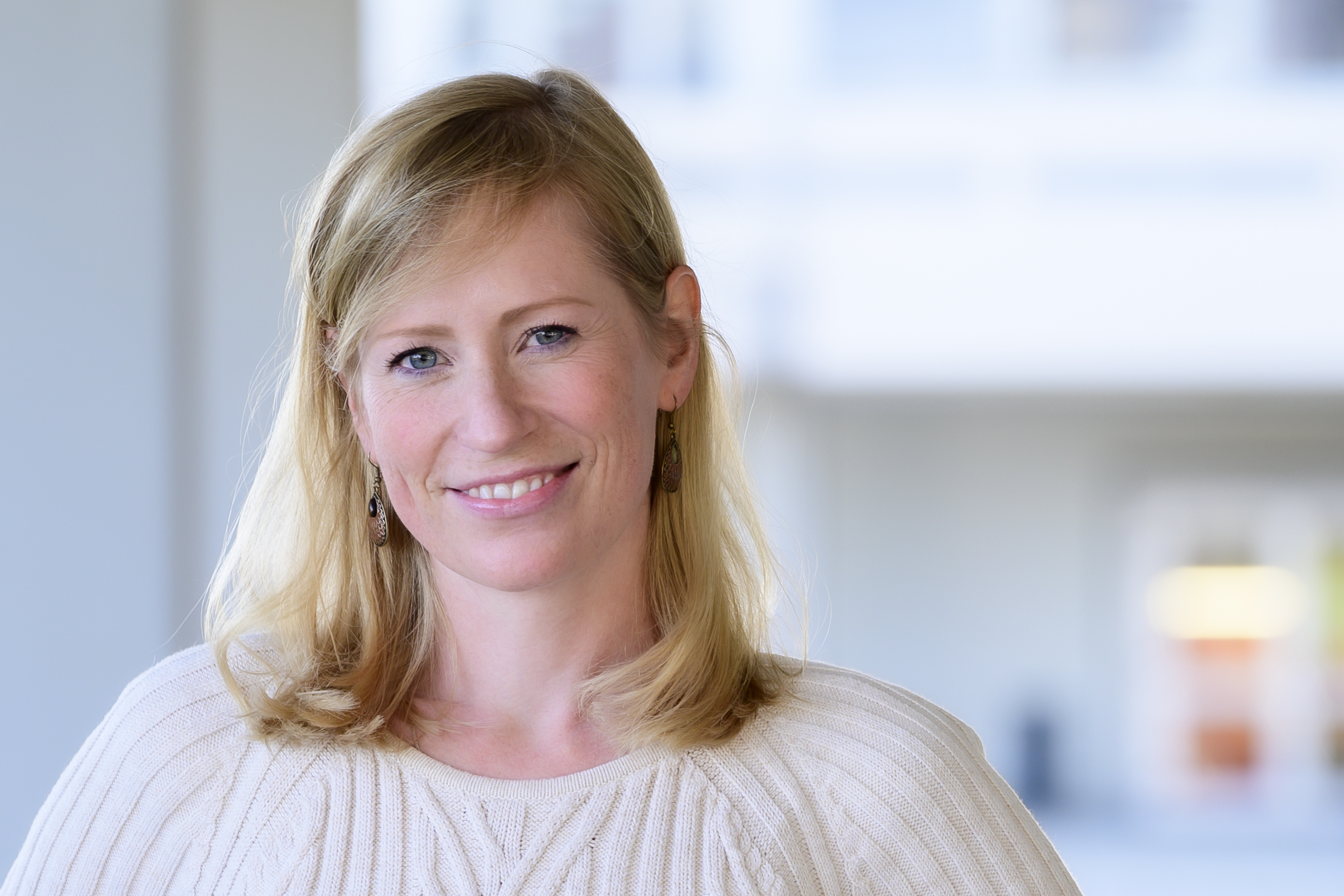
Melina Schuh (* 1980)

- Schuh, Michael von (1799–1865), bayerischer Generalleutnant und Kommandant des Kadettenkorps
- Schuh, Oscar Fritz (1904–1984), deutscher Dramaturg, Theater-, Opernregisseur und Intendant
- Schuh, Paul (1910–1969), deutscher Kirchenmusiker
- Schuh, Randall T. (* 1943), US-amerikanischer Entomologe
- Schuh, Richard (1920–1949), deutscher Raubmörder und der letzte in Westdeutschland (ausgenommen West-Berlin) hingerichtete Verbrecher
- Schuh, Stephan (* 1969), deutscher Kameramann
- Schuh, Ulrich (* 1969), österreichischer Ökonom
- Schuh, Ursula (1908–1993), deutsche Malerin und Bühnenbildnerin
- Schuh, Willi (1900–1986), Schweizer Musikwissenschaftler
- Schuh, Willi (1922–1995), deutscher Fußballspieler
- Schuh, Wolf-Dieter (* 1957), österreichischer Geodät
- Schuh, Wolfgang (* 1943), deutscher Fußballspieler
- Schuh-Proxauf, Anneliese (1922–2020), österreichische Skirennläuferin, Tennisspielerin, Segelfliegerin und Unternehmerin

### Schuha
- Schuhart, Otto (1909–1990), deutscher Marineoffizier

### Schuhb
- Schuhbauer, Joachim Thomas (1743–1812), deutscher Benediktinerpater und Pädagoge
- Schuhbeck, Alfons (* 1949), deutscher Koch, Kochbuch-Autor, Gastwirt, Fernsehkoch und UnternehmerAlfons Schuhbeck (* 1949)

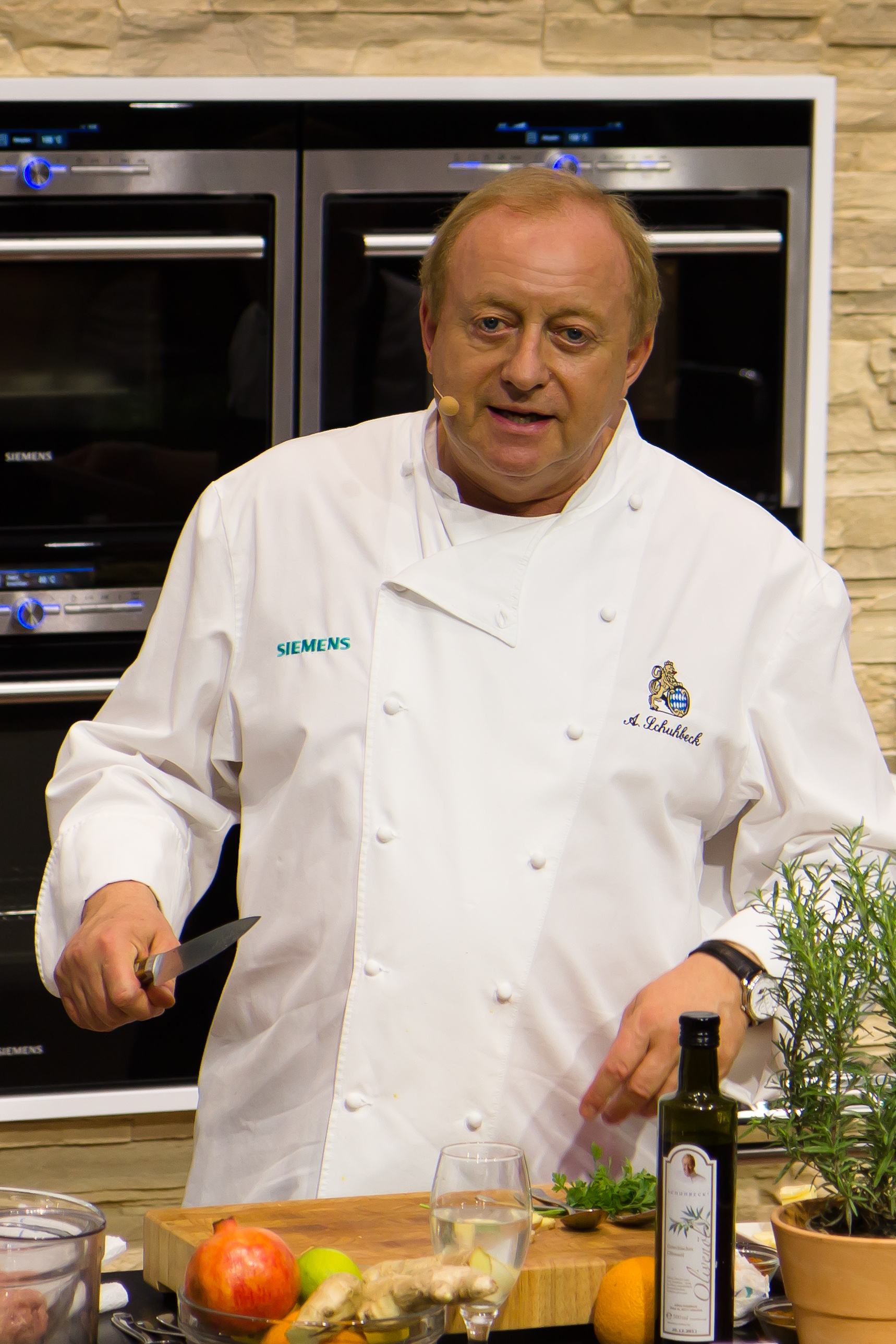
Alfons Schuhbeck (* 1949)

- Schuhböck, Christian (* 1962), österreichischer Landschaftsökologe

### Schuhd
- Schuhda, Atika bint, iarabische Sängersklavin (Qaina), Musikerin, Komponistin, Sängerin und Dichterin

### Schuhe
- Schuhen, Gregor (* 1973), deutscher Romanist
- Schuhen, Marcel (* 1993), deutscher Fußballspieler
- Schuhenn, Reiner (* 1962), deutscher Kirchenmusiker, Dirigent und Hochschullehrer

### Schuhk
- Schuhknecht, Ingrid (* 1950), deutsche Malerin und Glasmalerin
- Schuhknecht, Stephanie (* 1983), deutsche Politikerin (Bündnis 90/Die Grünen), MdL
- Schuhknecht, Wolfgang (* 1908), deutscher Chemiker und Hochschullehrer

### Schuhl
- Schuhl, Jean-Jacques (* 1941), französischer Schriftsteller
- Schuhl, Pierre-Maxime (1902–1984), französischer Philosoph und Hochschullehrer
- Schuhler, Carolin (* 1965), deutsche Journalistin und Autorin
- Schuhler, Conrad (* 1940), deutscher Autor
- Schühler, Helmut (* 1942), deutscher Fußballspieler und Fußballfunktionär
- Schühly, Alfred (1889–1977), deutscher Jurist und Politiker (BCSV, CDU)
- Schühly, Thomas (* 1951), deutscher Filmproduzent

### Schuhm
- Schuhmacher, Adolf (1896–1978), deutscher Architekt und Hochschullehrer
- Schuhmacher, Alexander (* 1965), deutscher Hörspielautor und -regisseur
- Schuhmacher, Daniel (* 1987), deutscher Pop-Sänger und SongwriterDaniel Schuhmacher (* 1987)

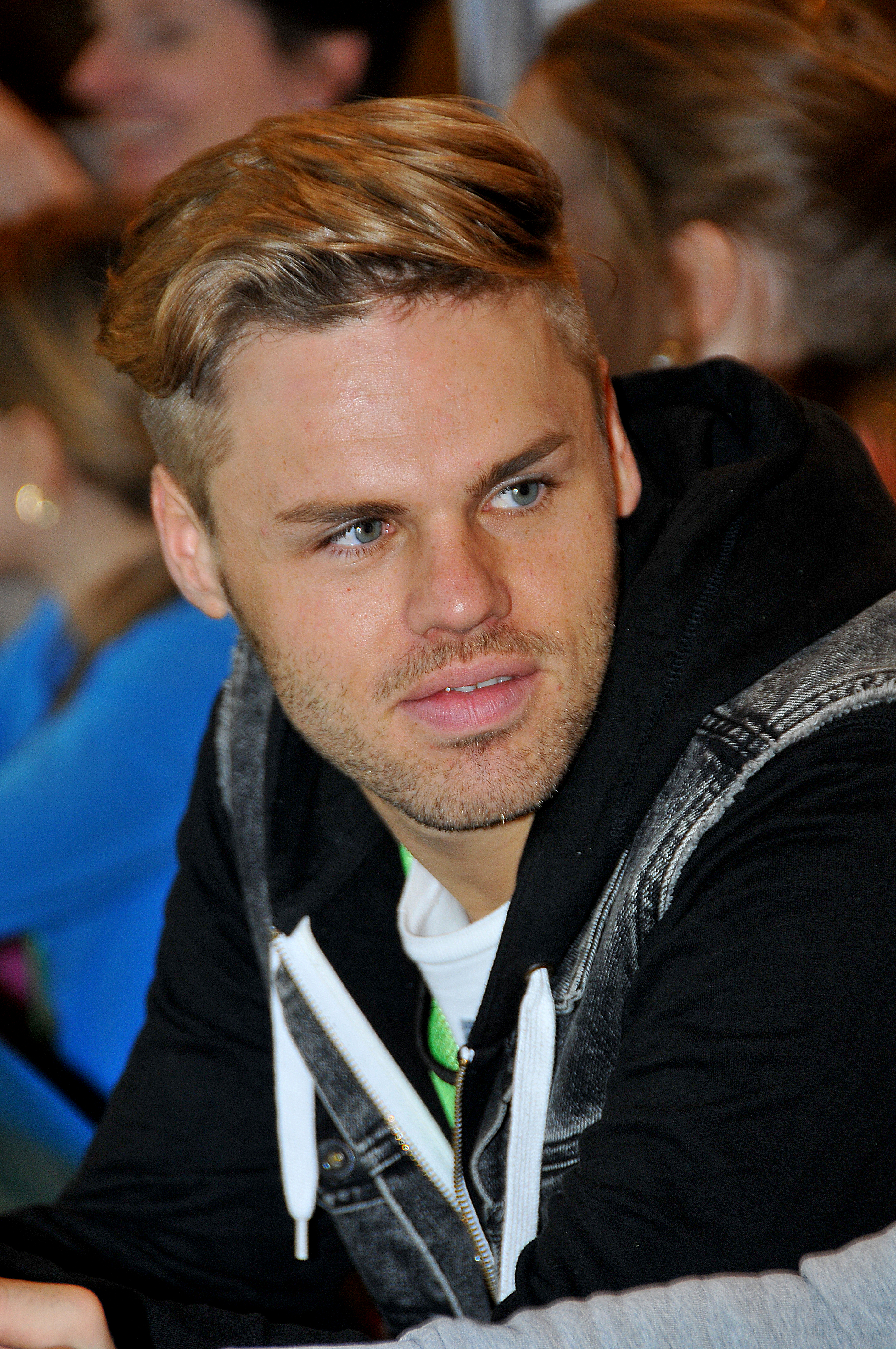
Daniel Schuhmacher (* 1987)

- Schuhmacher, Dominic (* 1974), Schweizer Mathematiker
- Schuhmacher, Eugen (1906–1973), deutscher Zoologe und Tierfilmpionier
- Schuhmacher, Franz (* 1939), deutscher Unternehmer und Politiker (CDU), MdL
- Schuhmacher, Frida (1892–1964), deutsche Schriftstellerin
- Schuhmacher, Kai Anne (* 1988), deutsche Opern- und Theaterregisseurin sowie Kulturmanagerin
- Schuhmacher, Klaus (* 1948), deutscher Literaturwissenschaftler und Hochschullehrer
- Schuhmacher, Michael (* 1957), deutscher Fußballspieler
- Schuhmacher, Monika C., deutsche Wirtschaftswissenschaftlerin und Hochschullehrerin
- Schuhmacher, Nicole (* 1966), deutsche Buchautorin, Soziologin
- Schuhmacher, Nicole (* 1987), deutsche Autorin
- Schuhmacher, René (* 1953), Schweizer Verleger, Jurist und politischer Aktivist
- Schuhmacher, Søren (* 1974), deutscher Opernregisseur
- Schuhmacher, Stephan (1819–1875), Orgelbauer
- Schuhmacher, Sven (* 1977), deutscher Redakteur, Moderator und Sänger
- Schuhmair, Karl-Heinz (* 1961), deutscher Koch
- Schuhmann, Bernd (* 1959), deutscher Fußballspieler
- Schuhmann, Bernd (* 1964), deutscher Politiker (AfD)
- Schuhmann, Carl (1869–1946), deutscher Turner, Ringer, Leichtathlet und OlympiasiegerCarl Schuhmann (1869–1946)

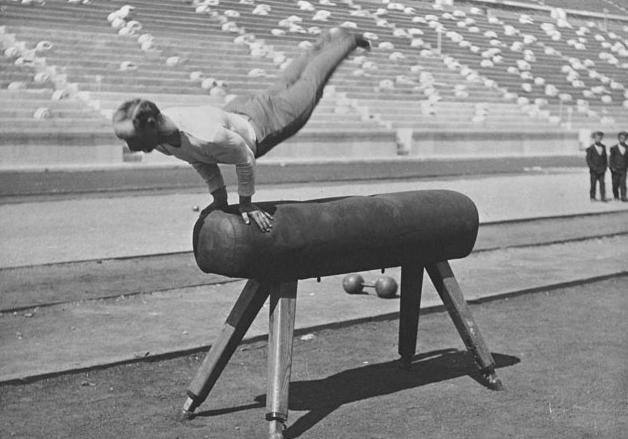
Carl Schuhmann (1869–1946)

- Schuhmann, Georg (1886–1919), bayerischer Handwerker
- Schuhmann, Heiner (* 1948), deutscher Fußballspieler und Trainer
- Schuhmann, Ignaz (1909–1945), österreichischer Widerstandskämpfer
- Schuhmann, Karl (1941–2003), deutscher Philosoph und Hochschullehrer
- Schuhmann, Klaus (1935–2020), deutscher Germanist
- Schuhmann, Kuno (1928–2013), deutscher Anglist
- Schuhmann, Kurt (* 1948), deutscher Wasserballspieler
- Schuhmann, Leopold von (1815–1886), preußischer Unterstaatssekretär
- Schuhmann, Manfred (* 1942), deutscher Lehrer und Politiker (SPD), MdL
- Schuhmann, Otto (1944–2025), deutscher Politiker (SPD), MdL
- Schuhmann, Peter (* 1937), deutscher Pflanzenbauwissenschaftler
- Schuhmann, Richard (1938–2022), deutscher Politiker (SPD), MdB
- Schuhmann, Steffen (* 1978), deutscher Kommunikationsdesigner und Hochschullehrer
- Schuhmann, Walter (1898–1956), deutscher Politiker (NSDAP), MdR
- Schuhmayer, Peter (* 1960), österreichischer Geiger
- Schuhmeier, Franz (1864–1913), österreichischer sozialdemokratischer PolitikerFranz Schuhmeier (1864–1913)

Franz Schuhmeier (1864–1913)

- Schuhmeister, Maria (1877–1951), erste österreichische Ärztin

### Schuhn
- Schuhn, Werner (1925–1989), deutscher Lehrer und Heimatschriftsteller

### Schuho
- Schuhose, Hans (1900–1962), deutscher Politiker (SPD), MdBB

### Schuhr
- Schuhr, Helga (* 1944), schweizerisch-deutsche Künstlerin
- Schuhr, Jan C. (* 1975), deutscher Rechtswissenschaftler und Hochschullehrer
- Schuhrk, Laura (* 1974), deutsche Schauspielerin

### Schuhw
- Schuhwerk, Luitpold (1922–2005), deutscher Heimatdichter und Malermeister